# Бабка (Пермский край)
Бабка — село в Частинском муниципальном округе Пермского края России.

## Географическое положение
Село расположено на правом берегу Воткинского водохранилища в юго-западной части Частинского района на расстоянии примерно 36 километров на юго-восток от села Частые.

## История
Известно с 1646 года как починок Бабкин. По переписи Т. Ф. Бутурлина, починок представлял собой один крестьянский двор, в котором проживали братья Куземка и Фадейко Ильины дети, прозвище Ощепковы. У первого брата имелись сыновья Якунка, Перфилейко и Кирилко.
К 1678 году починок превратился в деревню Бабка. В ней имелись монастырский двор, дворы мельника и его помощника, кузница. В деревне было 25 тягловых дворов. Согласно данным ревизии 1721—1722 годов, численность монастырских крестьян Частинского Прикамья в Бабке составляла 82 жителя, в 1748 году — 196.
22 декабря 1797 года Бабка стала центром Бабкинской экономической волости. С 1870-х годов здесь получила развитие торговля лесом и хлебом — появилась Бабкинская пристань. Особое распространение в Бабке получил кузнечный и скорняжный промысел. К 1890 году появился торжок (базар, ярмарка).
В 1897 году стараниями прихожан была построена Бабкинская Покровская церковь — деревянное здание на каменном фундаменте. В 1909 году открылось почтовое отделение (земская станция почтовой связи была организована здесь с 1871 года).
До 2021 года является центром Бабкинского сельского поселения Частинского района.

## Климат
Климат умеренно континентальный, с холодной и продолжительной зимой и тёплым коротким летом. Средняя годовая температура воздуха составляет 1,9 °C. Самым тёплым месяцем является июль (18,7 °C), самым холодным — январь (−14,6 °C), абсолютный максимум достигает 38 °C, абсолютный минимум — −48 °C. Последние весенние заморозки приходятся в среднем на 23 мая, первые осенние — на 18 сентября. Продолжительность безморозного периода составляет 117 дней. Снежный покров устанавливается в среднем к 6-9 ноября, первое появление снега отмечено 14-20 октября. Средняя многолетняя высота снежного покрова достигает 55 см. Снежный покров держится 161 день. Сход снега наблюдается в конце апреля — начале мая.

## Инфраструктура
Сельскохозяйственное предприятие ООО «Урал-Агро», учасковая больница, общеобразовательная школа и ясли-сад, клуб и библиотека.

## Население
Постоянное население составляло 799 человек (95 % русские) в 2002 году, 806 человек в 2010 году.